# 長六橋
長六橋（日语：／）是日本熊本县熊本市中央區的一座公路桥梁，承载日本國道3號跨越白川。有先后四代桥梁，当前的桥梁长123.2米，宽22米，1983年开工，1990年10月竣工，1991年4月23日通车。

## 历史
- 第一代長六橋1896年建成，1900年被洪水冲毁。
- 第二代長六橋1902年建成，1923年被洪水冲毁。
- 第三代長六橋为系杆式拱桥，长74.5米，宽20米，1927年建成，1991年在第四代桥梁建成后拆除。